# Магічні ядра

Графік стабільності ізотопів

Магічні ядра — особливо стійкі ядра, в яких число нуклонів, число нейтронів або число протонів дорівнює одному з магічних чисел: 2, 8, 20, 28, 50, 82, 126.
Порівняно з іншими ядрами магічні ядра мають більшу енергію зв'язку, менший ефективний переріз захоплення нейтронів, більше поширені в природі тощо. Особливо це спостерігається для ядер з магічними числами і протонів, і нейтронів, які називаються подвійно магічними. До таких, наприклад, належить ядро атома гелію (4He) — альфа-частинка, 16O, 40Ca, 48Ca, 132Sn, 208Pb.
Існування магічних ядер пояснює оболонкова модель ядра, за якою магічні числа відповідають кількості нуклонів у повністю заповнених ядерних оболонках.
За теорією в районі елементу з магічним номером 126 існує острів стабільності, в межах якого трансуранові елементи та їхні ізотопи повинні мати великий час життя, або навіть бути стабільними. У грудні 2006 року був отриманий ізотоп 270Hs з дуже великим часом життя — 22 с.